# Anisocentropus cameloides
Anisocentropus cameloides är en nattsländeart som beskrevs av Malicky 1995. Anisocentropus cameloides ingår i släktet Anisocentropus och familjen Calamoceratidae. Inga underarter finns listade i Catalogue of Life.